# Joseph Altman
Joseph Altman és un científic nord-americà, especialista en neurobiologia.
Va iniciar la seva tasca investigadora a la dècada del 1960, primer a l'Institut Tecnològic de Massachusetts (MIT) i posteriorment a la Universitat de Purdue, on ha descobert la neurogènesi adulta: la creació de noves neurones al cervell adult, unes neurones que desenvolupen un paper crucial en els processos de la memòria i de l'aprenentatge. Aquesta idea no va ser acceptada en aquell moment, per la qual cosa fou desestimada, però a la dècada del 1990 fou redescoberta per altres investigadors, reconeixent a Altman com un dels millors científics en el camp de la neurociència.
El maig de 2011 fou guardonat amb el Premi Príncep d'Astúries d'Investigació Científica i Tècnica juntament amb Arturo Álvarez-Buylla i Giacomo Rizzolatti.